# Rødøya (Alstahaug)
Rødøya est une île de la commune de Alstahaug , en mer de Norvège dans le comté de Nordland en Norvège.

## Description
L'île de 7,3 km2 se situe à l'embouchure du Vefsnfjord, à l'ouest de l'île de Tjøtta et au nord-ouest de l'île de Mindlandet. L'île est montagneuse, en particulier dans le nord où se trouve la montagne haute de 307 mètres, le Rødøyfjellet. L'île est constituée d'une serpentinite altérée en rouge et de chrome. Le nom de l'île signifie littéralement "île rouge" en norvégien, un nom qui a été donné à cause de la couleur rouge des rochers.
L'île n'est accessible que par bateau et il existe des liaisons par car-ferry vers les villages de Stokka et Forvika sur le continent dans la municipalité de Vevelstad. Il existe également des liaisons par ferry vers les îles voisines de Mindlandet (à l'ouest) et Tjøtta (au nord). Le service de ferry de Vevelstad-Rødøya-Mindlandet-Tjøtta fait partie de la route nationale norvégienne 17, sur la côte de Helgeland.

### Préhistoire
Rødøya est connue pour ses pétroglyphes vieilles d'environ 5000 ans montrant un skieur, probablement la plus ancienne preuve de ski trouvée dans le monde. Ceux-ci sont situés près du village de Tro dans la partie sud de l'île. Ces pétroglyphes ont été utilisés comme arrière-plan lors des Jeux olympiques d'hiver de 1994 à Lillehammer.

## Galerie

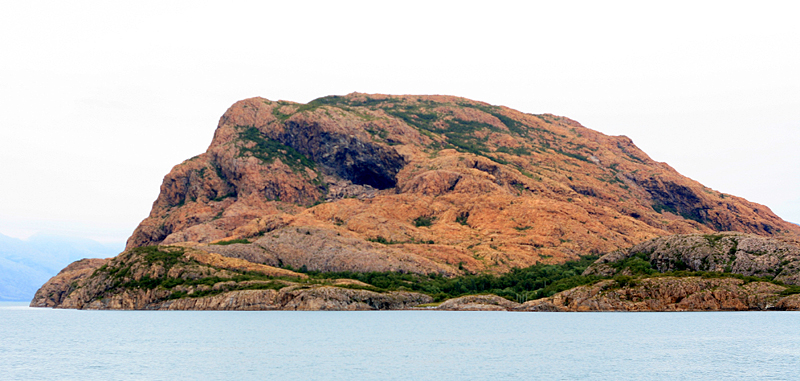
Le Rødøfjellet
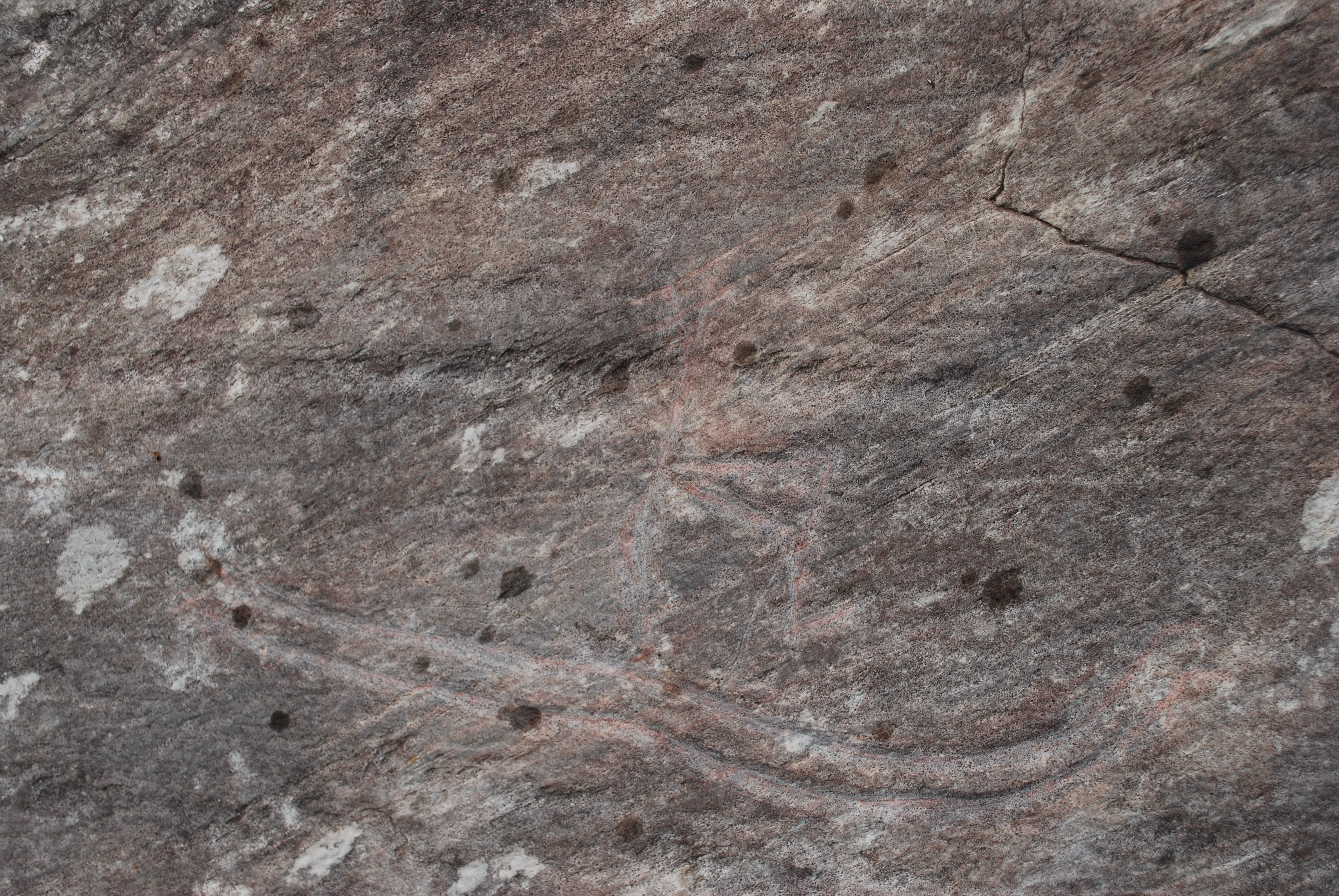
Pétroglyphe « Le skieur »